# .ug
.ugは国別コードトップレベルドメイン（ccTLD）の一つで、ウガンダに割り当てられている。

## 第二レベルドメイン
- .co.ug: 商業機関
- .ac.ug: 学位授与教育機関
- .sc.ug: 初等・中等教育機関
- .go.ug: 政府系機関
- .ne.ug: ネットワークプロバイダ
- .or.ug: 非政府組織